# 장혜황후
장혜황후 양씨(章惠皇后 楊氏, 984년 ~ 1036년 11월 30일(음력 11월 4일))는 북송 진종(眞宗)의 후궁이며 인종(仁宗)의 양모이다. 진종 재위시에 지위는 후궁이었지만 진종과 장헌명숙황후의 유조에 의해 황태비를 거쳐 황태후가 되었으며 사후에 인종의 양모로서 황후로 추존되었다.

## 생애
양씨는 익주(益州) 출신으로, 양지엄(楊知儼)의 딸로 태어나 열두살에 입궁하였다. 1004년(경덕 원년) 재인으로 책봉되었으며 이후 첩여를 거쳐 종1품 완의(婉儀)로 진봉되었다. 양씨는 지혜로웠고 진종이 총애하는 유씨(劉氏, 장헌명숙황후)와 친하게 지냈기 때문에 유씨는 양씨를 소중히 여겼다.
진종은 장목황후가 죽자, 총애하는 덕비 유씨(장헌명숙황후)를 황후로 책봉하려 했지만 대신들의 반대에 부딪혔고, 유씨는 황후 책봉을 공고히하고 입지를 다지기 위해 궁녀인 이신비의 몸을 빌어, 이신비가 진종의 아들 수익(受益, 인종)을 낳자 자신이 낳은 아들로 공표하고 이씨를 냉궁에 유폐하였다. 양씨는 이씨를 대신하여 인종을 양육하였다.
1012년, 유씨가 황후의 자리에 오르자 양씨 또한 숙비(淑妃)로 진봉되었다. 1022년, 진종이 붕어하고 인종이 즉위하여 유황후를 태후로 존숭하면서, 양숙비 또한 황태비로 진봉되었다.
1033년, 유태후가 붕어하면서 유조를 내려 황태비 양씨를 황태후로 존숭할 것을 명하였다. 인종은 양숙비에게 황태후의 존호를 올려 보경황태후(保慶皇太后)로 칭하였다.
1036년 훙거하였다. 첫 시호는 장혜(莊惠)였으나 이후 장혜(章惠)로 개칭되었다.

## 기타
- 송나라에서 황후나 황제의 생모가 아님에도 황후로 추존된 첫번째 사례가 되었다.
- 유씨와 양씨의 보살핌을 받고 자란 인종은 자신의 친어머니를 장헌명숙황후 유씨로 알고 자랐으며, 유씨를 '큰 어마마마(大娘娘)', 양씨를 '작은 어마마마(小娘娘)'라고 불렀다.

## 가족 관계

### 부모
- 부 : 양지엄(楊知儼)
- 모 : 미상

### 남편
- 진종(眞宗, 968년 ~ 1022년) : 북송의 제3대 황제

### 양자
- 인종(仁宗, 1010년 ~ 1063년) : 북송의 제4대 황제